# Kısır
Kısır és un plat de la cuina turca, fet amb bulgur, verdures i salça com ingredients bàsics. Es pot considerar un meze, un acompanyament o una amanida.